# Giorgio Pellini
Giorgio Pellini (Livorno, 1923. július 20. – Livorno, 1986. június 14.) világbajnok, olimpiai ezüstérmes olasz tőr- és kardvívó.